# ネオ・エージェンシー
有限会社 ネオ・エージェンシーは、日本の芸能プロダクション。

## 事業内容
プロダクション事業
- 所属俳優の養成並びにマネージメント・脚本家・演出家のマネージメント

スタント事業
- スタント・アクション

従事者のマネージメント及び招聘
- 映画・TV・CM・舞台等のアクション監督、ワイヤーコーディネート

- スタント、ファイト、コーディネート、セーフティー及び出演。
- 機材レンタル

企画制作
- 各種、映像・舞台・イベントの企画制作

## 所属俳優

### 男性
- 隈部洋平
- やべけんじ
- 金原泰成
- 芝崎昇
- 七枝実
- 木川淳一
- 内堀克利
- 鈴木とーる
- 金田誠一郎
- 山本諭
- 髙野光希
- 中村斗哉
- 新山航希
- 伊方勝

### 女性
- 松沢有紗
- 今泉あまね
- 吉川亜州香
- 桜井理衣
- 巽徳子
- 加部アカネ
- 星杏
- ことりゆい

## 脚本家・演出家
- 大場一郎